# 599 (numero)
Cinquecentonovantanove (599) è il numero naturale dopo il 598 e prima del 600.

## Proprietà matematiche
- È un numero dispari.
- È un numero difettivo.
- È un numero primo.
  - È un numero primo troncabile a destra.
  - È un numero primo di Eisenstein.
- È parte della terna pitagorica (599, 179400, 179401).
- È un numero congruente.
- È un numero malvagio.

## Astronomia
- 599 Luisa è un asteroide della fascia principale del sistema solare.
- NGC 599 è un galassia lenticolare della costellazione della Balena.

## Astronautica
- Cosmos 599 è un satellite artificiale russo.